# Villeneuve-les-Cerfs
Villeneuve-les-Cerfs är en kommun i departementet Puy-de-Dôme i regionen Auvergne-Rhône-Alpes i centrala Frankrike. Kommunen ligger i kantonen Randan som tillhör arrondissementet Riom. År 2022 hade Villeneuve-les-Cerfs 506 invånare.

## Befolkningsutveckling
Antalet invånare i kommunen Villeneuve-les-Cerfs
| Referens: INSEE |